# Tony DiMarco
Pour les articles homonymes, voir DiMarco.
Tony DiMarco est un réalisateur américain de films pornographiques gay.

## Biographie
Il commence à travailler comme réalisateur pour quelques scènes chez Raging Stallion Studios. Il devient ensuite monteur et scénariste pour Michael Lucas, notamment pour Dangerous Liaisons. Très vite il réalise pour Lucas Entertainment la trilogie Encounters, puis il co-réalise avec Michael Lucas Michael Lucas' La Dolce Vita et Gigolo.
Il retourne en 2008 chez Raging Stallion pour de nombreuses vidéos, dont les succès Focus/Refocus et Brutal.
En 2011, lorsque Raging Stallion fusionne avec Falcon Entertainment, Chris Ward le nomme « senior director » du groupe.

## Filmographie choisie
- 2005 : The Heat of the Moment: Encounters 1
- 2006 : Michael Lucas' La Dolce Vita coréalisé avec Michael Lucas
- 2007 : Gigolo
- 2008 : The Drifter coréalisé avec Ben Leon
- 2008 : To the Last Man: The Gathering Storm coréalisé avec Ben Leon et Chris Ward, avec Damien Crosse, Ricky Sinz, Antonio Biaggi
- 2009 : Focus/Refocus avec Damien Crosse, Francesco D'Macho, Steve Cruz, Conner Habib
- 2009 : The Visitor, avec Logan McCree
- 2010 : Brutal, avec Ricky Sinz, Tommy Defendi
- 2012 : The Woods
- 2010 : Rear Deliveries, avec Antonio Biaggi, Diesel Washington
- 2011 : Golden Gate, avec Tony Buff,  Colby Keller, Jesse Santana
- 2014 : Naughty Pines
- 2014 : San Francisco Meat Packers, avec Adam Wirthmore, Landon Conrad, Billy Santoro
- 2014 : Under My Skin, avec Boomer Banks, Trenton Ducati
- 2016 : Stiff Sentence, avec Rocco Steele
- 2017 : Urban Spokes, avec Brent Corrigan
- 2019 : Diary of a Sex Addict, avec Devin Franco

## Récompenses
- GayVN Awards 2006 : meilleur scénario pour Dangerous Liaisons
- GayVN Awards 2007 : meilleur réalisateur (partagé avec Michael Lucas) pour Michael Lucas' La Dolce Vita[2].
- Grabby Awards 2008 : Wall of Fame
- XBIZ Award 2008 : réalisateur LGBT de l'année[3]
- XBIZ Award 2009 : réalisateur LGBT de l'année (ex aequo avec Ben Leon et Chris Ward)[3]